# Musée d'Art vivant
Le musée d'art vivant (en islandais : Nýlistasafnið, abrégé en Nýló, en anglais : Living Art Museum, abrégé en LAM) est un musée d'art contemporain situé à Reykjavik en Islande.
Il a été fondé en 1978. Ce n'est pas une galerie dont le but serait de réaliser des profits mais une institution privée qui marche grâce à l'association d'artistes que l'on appelle "Living Art Museum Association". Les principaux objectifs du musée d'art vivant sont : de mettre en place un forum pour les nouveaux styles et les nouvelles créations artistiques en encourageant la réflexion et la critique de l'art et la construction d'une collection d'art contemporain.

## Artistes
- Kees Visser
- Hrein Fridffinson
- Hugues Reip